# Liste des cours d'eau du Morbihan
Pour un article plus général, voir Réseau hydrographique du Morbihan.

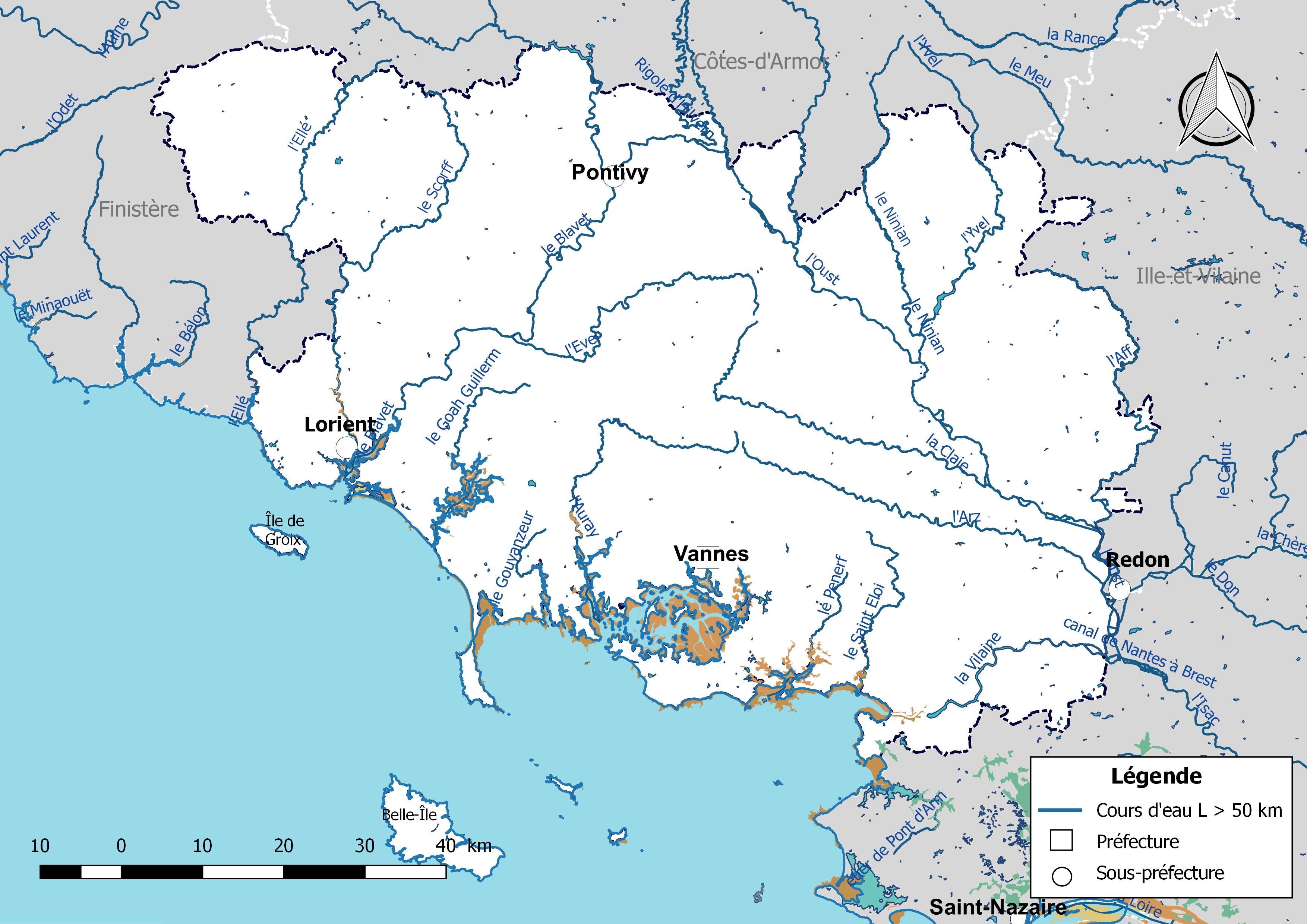
Carte des principaux cours d'eau du Morbihan.

La liste des cours d'eau du Morbihan présente les principaux cours d'eau, de longueur supérieure à 10 km, traversant pour tout ou partie le territoire du département français du Morbihan dans la région Bretagne.
Les cours d'eau sont ordonnés selon leur origine naturelle (fleuve, rivières ou ruisseaux) ou artificielle (canaux). Pour chacun d'entre eux sont précisés : sa classe, sa longueur totale, le cours d'eau dans lequel il se jette (confluence), le bassin collecteur auquel il appartient, le nombre de départements et de communes traversés et le nom des communes qu'il irrigue dans le département du Morbihan.

## Définition
Jusqu'en 2016, aucun texte législatif ne définissait la notion de cours d’eau. Ce n'est qu'avec la loi du 8 août 2016 pour la reconquête de la biodiversité, de la nature et des paysages que cette lacune est comblée. L'article 118 de cette loi insère un nouvel article L. 215-7-1 dans le code de l'environnement précisant que « constitue un cours d'eau un écoulement d'eaux courantes dans un lit naturel à l'origine, alimenté par une source et présentant un débit suffisant la majeure partie de l'année. L'écoulement peut ne pas être permanent compte tenu des conditions hydrologiques et géologiques locales. ». Ainsi les deux principaux critères retenus sont :
- la présence et la permanence d’un lit naturel à l’origine, ce qui distingue les cours d’eau (artificialisés ou non) des fossés et canaux creusés par la main de l’homme ;
- la permanence d’un débit suffisant une majeure partie de l’année, critère qui doit être évalué en fonction des conditions climatiques et hydrologiques locales.

## Cours d'eau naturels
La base de données Carthage est le référentiel du réseau hydrographique français. Cette base est réalisée à partir de la couche hydrographie de la base de données Carto enrichie par le ministère chargé de l'environnement et les agences de l'eau avec le découpage du territoire en zones hydrographiques d'une part et la codification de ces zones et du réseau hydrographique d'autre part. De cette base, il ressort que le réseau hydrographique du Morbihan comprend 64 cours d'eau permanents de longueur supérieure à 10 km et dont le cours est en partie ou en totalité dans le département du Morbihan.
Le référentiel national hiérarchise le réseau en sept classes selon l'importance décroissante des cours d'eau. Le tableau ci-après regroupe tous les cours d'eau irriguant pour tout ou partie du département et appartenant à l'une des classes 1 à 4. Pour chacune de ces classes les caractéristiques des cours d'eau sont les suivantes : 
- 1 : longueur supérieure à 100 km ou tout cours d’eau se jetant dans une embouchure logique[Note 1] et d'une longueur supérieure à 25 km ;
- 2 : longueur comprise entre 50 et 100 km ou tout cours d’eau se jetant dans une embouchure logique et d’une longueur supérieure à 10 km ;
- 3 : longueur comprise entre 25 et 50 km ;
- 4 : longueur comprise entre 10 et 25 km.

| Nom du cours d'eau           | Classe | Longueur totale en km | Confluence                     | Bassin collecteur | Identifiant SANDRE | Départements irrigués | Communes irriguées | Communes irriguées | Communes irriguées |
| Nom du cours d'eau           | Classe | Longueur totale en km | Confluence                     | Bassin collecteur | Identifiant SANDRE | Départements irrigués | Nb total           | Nb ds le dép.      | Communes du département |
| ---------------------------- | ------ | --------------------- | ------------------------------ | ----------------- | ------------------ | --------------------- | ------------------ | ------------------ | --- |
| Aër                          | 3      | 27,7                  | Ellé                           | Ellé              | « J4724000 »       | 1 (56)                | 5                  | 5                  | Le Croisty, Meslan, Ploërdut, Priziac, Saint-Tugdual. |
| Aff                          | 2      | 66                    | Oust                           | Vilaine           | « J8--0240 »       | 2 (35, 56)            | 19                 | 10                 | Beignon, Campénéac, Carentoir, La Chapelle-Gaceline, Cournon, La Gacilly, Glénac, Guer, Quelneuc, Saint-Malo-de-Beignon. |
| Arches                       | 4      | 14,2                  | canal de Nantes à Brest Oust   | Vilaine           | « J8414000 »       | 1 (56)                | 6                  | 6                  | Augan, Caro, Missiriac, Ruffiac, Saint-Congard, Saint-Laurent-sur-Oust. |
| Arz                          | 2      | 66,4                  | Oust                           | Vilaine           | « J88-0300 »       | 1 (56)                | 15                 | 15                 | Allaire, Le Cours, Elven, Larré, Malansac, Molac, Monterblanc, Peillac, Plaudren, Pluherlin, Saint-Gravé, Saint-Jacut-les-Pins, Saint-Jean-la-Poterie, Saint-Perreux, Saint-Vincent-sur-Oust. |
| Auray Loc'h                  | 1      | 56,4                  | Golfe du Morbihan              | Auray             | « J62-0300 »       | 1 (56)                | 10                 | 10                 | Auray, Brandivy, Brech, Grand-Champ, Locmaria-Grand-Champ, Locqueltas, Plaudren, Plumergat, Pluneret, Pluvigner. |
| Belle Chère                  | 4      | 20,9                  | Ével                           | Blavet            | « J5614000 »       | 1 (56)                | 3                  | 3                  | Kerfourn, Évellys, Noyal-Pontivy. |
| Blavet                       | 1      | 148,9                 | Golfe de Gascogne              | Blavet            | « J5--0210 »       | 2 (22, 56)            | 34                 | 17                 | Baud, Bieuzy, Cléguérec, Hennebont, Inzinzac-Lochrist, Languidic, Lanvaudan, Melrand, Neulliac, Pluméliau, Pontivy, Quistinic, Saint-Aignan, Saint-Barthélemy, Sainte-Brigitte, Saint-Thuriau, Le Sourn. |
| Bono Sal                     | 4      | 24,3                  | Auray                          | Auray             | « J6224000 »       | 1 (56)                | 6                  | 6                  | Grand-Champ, Plescop, Plougoumelen, Plumergat, Pluneret, Bono. |
| Brandifrout Brûlé            | 4      | 18,3                  | Blavet                         | Blavet            | « J5534100 »       | 1 (56)                | 3                  | 3                  | Bubry, Melrand, Quistinic. |
| Calavret                     | 4      | 13,2                  | Ria d'Étel                     | Calavret          | « J6035300 »       | 1 (56)                | 3                  | 3                  | Locoal-Mendon, Ploemel, Plouhinec. |
| Chapelain                    | 4      | 11,1                  | Scorff                         | Blavet            | « J5006000 »       | 1 (56)                | 3                  | 3                  | Lignol, Locmalo, Persquen. |
| Claie                        | 2      | 61,8                  | Canal de Nantes à Brest Oust   | Vilaine           | « J84-0300 »       | 1 (56)                | 13                 | 13                 | Bignan, Bohal, Colpo, Plaudren, Pleucadeuc, Plumelec, Saint-Allouestre, Saint-Congard, Saint-Guyomard, Saint-Jean-Brévelay, Saint-Marcel, Sérent, Trédion. |
| Combs                        | 4      | 21,9                  | Aff                            | Vilaine           | « J86-0300 »       | 2 (35, 56)            | 7                  | 1                  | Quelneuc. |
| Comper                       | 4      | 17,5                  | Meu                            | Vilaine           | « J7324000 »       | 2 (35, 56)            | 7                  | 1                  | Concoret. |
| Crac'h                       | 2      | 12                    | Golfe de Gascogne              | Crac'h            | « GT22 »           | 1 (56)                | 4                  | 4                  | Carnac, Crach, Saint-Philibert, La Trinité-sur-Mer |
| Crano                        | 4      | 15,7                  | Scorff                         | Blavet            | « J5114000 »       | 1 (56)                | 3                  | 3                  | Cléguer, Plouay, Pont-Scorff. |
| Crasseux                     | 4      | 11,1                  | canal de Nantes à Brest Oust   | Vilaine           | « J8206700 »       | 1 (56)                | 2                  | 2                  | Forges de Lanouée, Josselin. |
| Crennard                     | 4      | 11                    | Canal de Nantes à Brest        | Aulne             | « J5316100 »       | 2 (22, 56)            | 5                  | 1                  | Silfiac. |
| Demi-Ville                   | 4      | 21                    | Ria d'Étel                     | Demi-Ville        | « J6024000 »       | 1 (56)                | 7                  | 7                  | Landaul, Landévant, Languidic, Locoal-Mendon, Nostang, Pluvigner, Sainte-Hélène. |
| Doueff                       | 4      | 16,9                  | Yvel                           | Vilaine           | « J8354000 »       | 2 (35, 56)            | 3                  | 2                  | Mauron, Saint-Léry. |
| Dourduff Kerustan            | 4      | 18,8                  | Scorff                         | Scorff            | « J5014000 »       | 1 (56)                | 4                  | 4                  | Berné, Kernascléden, Lignol, Ploërdut. |
| Douric                       | 4      | 12,4                  | canal de Nantes à Brest Blavet | Blavet            | « J5504200 »       | 1 (56)                | 4                  | 4                  | Kergrist, Neulliac, Noyal-Pontivy, Pontivy. |
| Ellé                         | 1      | 76                    | Golfe de Gascogne              | Ellé              | « J4--0200 »       | 3 (22, 29, 56)        | 16                 | 7                  | Le Faouët, Guidel, Langonnet, Lanvénégen, Meslan, Plouray, Priziac. |
| Étel                         | 1      | 35,1                  | Golfe de Gascogne              | Étel              | « 24047102 »       | 1 (56)                | 6                  | 6                  | Belz, Étel, Languidic Locoal-Mendon, Plouhinec. |
| Ével                         | 2      | 55,7                  | Blavet                         | Blavet            | « J56-0300 »       | 1 (56)                | 11                 | 11                 | Baud, Camors, Guénin, Languidic, Moréac, Évellys, Pluméliau, Quistinic, Radenac, Réguiny, Évellys. |
| Goah Guillerm                | 1      | 35,2                  | Ria d'Étel                     | Goah Guillerm     | « J60-0300 »       | 1 (56)                | 7                  | 7                  | Brandérion, Languidic, Locoal-Mendon, Merlevenez, Nostang, Plouhinec, Sainte-Hélène. |
| Goaranvec                    | 4      | 15,3                  | canal de Nantes à Brest        | Aulne             | « J3727300 »       | 3 (22, 29, 56)        | 6                  | 2                  | Gourin, Langonnet. |
| Gouyanzeur                   | 2      | 10,1                  | Crac'h                         | Crac'h            | « J6104000 »       | 1 (56)                | 3                  | 3                  | Brech, Carnac, Ploemel. |
| Inam Stêr Laër               | 3      | 34,4                  | Ellé                           | Ellé              | « J4734000 »       | 1 (56)                | 5                  | 5                  | Le Faouët, Gourin, Guiscriff, Lanvénégen, Le Saint. |
| Isole                        | 3      | 48,2                  | Ellé                           | Ellé              | « J48-0300 »       | 2 (29, 56)            | 9                  | 1                  | Roudouallec. |
| Kergonan                     | 4      | 10,2                  | Blavet                         | Blavet            | « J5724000 »       | 1 (56)                | 5                  | 5                  | Calan, Caudan, Cléguer, Hennebont, Inzinzac-Lochrist. |
| Kergouët                     | 4      | 11,9                  | Ével                           | Blavet            | « J5617000 »       | 1 (56)                | 2                  | 2                  | Évellys, Pluméliau. |
| Kerollin                     | 4      | 11,9                  | Blavet                         | Blavet            | « J5715000 »       | 1 (56)                | 3                  | 3                  | Calan, Inzinzac-Lochrist, Lanvaudan. |
| Langonnet                    | 4      | 16,5                  | Ellé                           | Ellé              | « J4714000 »       | 1 (56)                | 2                  | 2                  | Le Faouët, Langonnet. |
| Larhon                       | 4      | 19,2                  | canal de Nantes à Brest Oust   | Vilaine           | « J8034000 »       | 2 (22, 56)            | 5                  | 1                  | Rohan. |
| Léverin                      | 3      | 27,2                  | Ninian                         | Vilaine           | « J8324000 »       | 1 (56)                | 7                  | 7                  | Évriguet, Guilliers, Helléan, Loyat, Ménéac, Saint-Malo-des-Trois-Fontaines, Taupont. |
| Lié                          | 2      | 60,7                  | Oust                           | Vilaine           | « J81-0300 »       | 2 (22, 56)            | 18                 | 3                  | Bréhan, Forges de Lanouée, Pleugriffet. |
| Lotavy Perchénic             | 4      | 11,5                  | canal de Nantes à Brest Blavet | Blavet            | « J5425500 »       | 2 (22, 56)            | 5                  | 2                  | Kergrist, Neulliac. |
| Marle Bilair                 | 4      | 14,9                  | Golfe du Morbihan              | Marle             | « J6406500 »       | 1 (56)                | 3                  | 3                  | Arradon, Saint-Avé, Vannes. |
| Moulin de Tallené Coët-Organ | 4      | 13,5                  | Blavet                         | Blavet            | « J5704800 »       | 1 (56)                | 4                  | 4                  | Bubry, Inguiniel, Lanvaudan, Quistinic. |
| Moulin du Duc                | 4      | 16,6                  | Inam                           | Ellé              | « J4737000 »       | 1 (56)                | 5                  | 5                  | Le Faouët, Gourin, Guiscriff, Langonnet, Le Saint. |
| Naïc                         | 4      | 13,2                  | Ellé                           | Ellé              | « J4744600 »       | 2 (29, 56)            | 3                  | 2                  | Guiscriff, Lanvénégen. |
| Ninian                       | 2      | 59,6                  | canal de Nantes à Brest Oust   | Vilaine           | « J83-0300 »       | 2 (22, 56)            | 15                 | 10                 | Forges de Lanouée, La Grée-Saint-Laurent, Guillac, Helléan, Ménéac, Mohon, Ploërmel, Saint-Malo-des-Trois-Fontaines, Taupont, La Trinité-Porhoët. |
| Noyalo Liziec                | 3      | 21,2                  | Golfe du Morbihan              | Noyalo            | « J6404000 »       | 1 (56)                | 8                  | 8                  | Elven, Monterblanc, Saint-Avé, Saint-Nolff, Séné, Theix-Noyalo, Treffléan, Vannes. |
| Oust                         | 1      | 145                   | Vilaine                        | Vilaine           | « J8--0230 »       | 3 (22, 35, 56)        | 48                 | 32                 | Bréhan, Caro, Val d'Oust, Crédin, Forges de Lanouée, Les Fougerêts, Glénac, Guégon, Gueltas, Guillac, Josselin, Malestroit, Missiriac, Montertelot, Peillac, Pleugriffet, Ploërmel, Val d'Oust, Val d'Oust, Rohan, Saint-Abraham, Saint-Congard, Saint-Gonnery, Saint-Gravé, Saint-Jean-la-Poterie, Saint-Laurent-sur-Oust, Saint-Marcel, Saint-Martin-sur-Oust, Saint-Perreux, Saint-Servant, Saint-Vincent-sur-Oust, Sérent. |
| Oyon                         | 3      | 31,9                  | Aff                            | Vilaine           | « J8624000 »       | 1 (56)                | 5                  | 5                  | Augan, Campénéac, Guer, Monteneuf, Porcaro. |
| Pénerf                       | 2      | 24,8                  | Golfe de Gascogne              | Pénerf            | « J6514000 »       | 1 (56)                | 6                  | 6                  | Ambon, Berric, Damgan, Lauzach, Surzur, Le Tour-du-Parc. |
| Petit Canal                  | 4      | 10,1                  | canal du Bûcher                | Loire             | « M8534200 »       | 2 (44, 56)            | 3                  | 1                  | Saint-Dolay. |
| Plessis                      | 4      | 12,4                  | Golfe de Gascogne              | Plessis           | « J5725500 »       | 1 (56)                | 2                  | 2                  | Caudan, Lanester. |
| Plessis                      | 4      | 16,8                  | Noyalo                         | Noyalo            | « J6414000 »       | 1 (56)                | 4                  | 4                  | Berric, Theix-Noyalo, Sulniac, Theix-Noyalo. |
| Rahun                        | 4      | 20,3                  | Aff                            | Vilaine           | « J8714000 »       | 1 (56)                | 5                  | 5                  | Carentoir, La Gacilly, Monteneuf, Réminiac, Tréal. |
| Rammée                       | 4      | 11,1                  | Yvel                           | Vilaine           | « J8344800 »       | 2 (22, 56)            | 3                  | 1                  | Ménéac. |
| Rigole d'Hilvern             | 2      | 61,6                  | Oust                           | Vilaine           | « J80-4102 »       | 2 (22, 56)            | 9                  | 3                  | Croixanvec, Gueltas, Saint-Gonnery. |
| Rohan                        | 4      | 14                    | Marle                          | Marle             | « J6407100 »       | 1 (56)                | 5                  | 5                  | Locqueltas, Meucon, Plescop, Saint-Avé, Vannes. |
| Roho                         | 4      | 11,7                  | Vilaine                        | Vilaine           | « J9304300 »       | 1 (56)                | 2                  | 2                  | Saint-Dolay, Théhillac. |
| Roz Milet                    | 4      | 10,4                  | Ellé                           | Ellé              | « J4705400 »       | 2 (22, 56)            | 3                  | 1                  | Langonnet. |
| Runio                        | 4      | 15,4                  | Ével                           | Blavet            | « J5605500 »       | 1 (56)                | 4                  | 4                  | Crédin, Kerfourn, Évellys, Réguiny. |
| Saint-Éloi                   | 1      | 36,8                  | Golfe de Gascogne              | Saint-Éloi        | « J6604000 »       | 1 (56)                | 6                  | 6                  | Ambon, Billiers, Muzillac, Noyal-Muzillac, Questembert, La Vraie-Croix. |
| Saint-Gentien                | 4      | 10,2                  | Arz                            | Vilaine           | « J8824000 »       | 1 (56)                | 4                  | 4                  | Malansac, Pluherlin, Questembert, Rochefort-en-Terre. |
| Saint-Niel                   | 4      | 15,6                  | Blavet                         | Blavet            | « J5504900 »       | 1 (56)                | 6                  | 6                  | Croixanvec, Kergrist, Noyal-Pontivy, Pontivy, Saint-Gérand, Saint-Thuriau. |
| Saint-Malo                   | 4      | 10,3                  | Aff                            | Vilaine           | « J8614000 »       | 2 (35, 56)            | 5                  | 4                  | Beignon, Campénéac, Guer, Saint-Malo-de-Beignon. |
| Sarre                        | 3      | 35,3                  | Blavet                         | Blavet            | « J5524000 »       | 2 (22, 56)            | 8                  | 7                  | Bubry, Guern, Langoëlan, Locmalo, Melrand, Séglien, Silfiac. |
| Scaff                        | 4      | 14,2                  | Scorff                         | Blavet            | « J5124000 »       | 2 (29, 56)            | 6                  | 4                  | Gestel, Guidel, Pont-Scorff, Quéven. |
| Scorff                       | 2      | 78,6                  | Scorff                         | Scorff            | « J5--0220 »       | 3 (22, 29, 56)        | 15                 | 12                 | Berné, Cléguer, Guémené-sur-Scorff, Inguiniel, Langoëlan, Lignol, Locmalo, Persquen, Ploërdut, Plouay, Pont-Scorff, Kernascléden. |
| Sédon                        | 4      | 16,7                  | canal de Nantes à Brest Oust   | Vilaine           | « J8214000 »       | 1 (56)                | 6                  | 6                  | Billio, Cruguel, Guégon, Guéhenno, Plumelec, Saint-Servant. |
| Stang Hingant                | 4      | 13                    | Aër                            | Ellé              | « J4727600 »       | 1 (56)                | 3                  | 3                  | Berné, Meslan, Priziac. |
| Tarun                        | 4      | 20,7                  | Ével                           | Blavet            | « J5624000 »       | 1 (56)                | 8                  | 8                  | Baud, Bignan, Camors, La Chapelle-Neuve, Locminé, Moréac, Moustoir-Ac, Plumelin. |
| Ter                          | 4      | 10,3                  | Rade de Lorient                | Ter               | « J5804100 »       | 1 (56)                | 4                  | 4                  | Larmor-Plage, Lorient, Ploemeur, Quéven. |
| Toul Brohet                  | 4      | 11,6                  | canal de Nantes à Brest Blavet | Blavet            | « J5434200 »       | 1 (56)                | 2                  | 2                  | Cléguérec, Séglien. |
| Trévelo                      | 4      | 20,5                  | Vilaine                        | Vilaine           | « J9314000 »       | 1 (56)                | 6                  | 6                  | Béganne, Caden, Limerzel, Nivillac, Péaule, Questembert. |
| Vilaine                      | 1      | 218                   | Golfe de Gascogne              | Vilaine           | « J---0060 »       | 4 (35, 44, 53, 56)    | 57                 | 12                 | Allaire, Arzal, Béganne, Camoël, Férel, Marzan, Nivillac, Péaule, Rieux, La Roche-Bernard, Saint-Dolay, Théhillac, Pénestin. |
| Vincin                       | 2      | 16,1                  | Golfe du Morbihan              | Vincin            | « J6304000 »       | 1 (56)                | 4                  | 4                  | Arradon, Ploeren, Plougoumelen, Vannes. |
| Yvel                         | 2      | 58,3                  | Ninian                         | Vilaine           | « J83-0310 »       | 2 (22, 56)            | 13                 | 9                  | Brignac, Guillac, Loyat, Mauron, Ménéac, Néant-sur-Yvel, Ploërmel, Saint-Brieuc-de-Mauron, Taupont. |

## Canaux
Un canal traverse le territoire du département.
| Nom du cours d'eau      | Classe | Longueur totale en km | Confluence | Bassin collecteur | Identifiant SANDRE | Départements irrigués  | Communes irriguées | Communes irriguées | Communes irriguées |
| Nom du cours d'eau      | Classe | Longueur totale en km | Confluence | Bassin collecteur | Identifiant SANDRE | Départements irrigués  | Nb total           | Nb ds le dép.      | Communes du département |
| ----------------------- | ------ | --------------------- | ---------- | ----------------- | ------------------ | ---------------------- | ------------------ | ------------------ | --- |
| Canal de Nantes à Brest | 4      | 395,9                 | Loire      | Loire             | « ----0102 »       | 5 (22, 29, 35, 44, 56) | 85                 | 35                 | Bréhan, Val d'Oust, Cléguérec, Crédin, Forges de Lanouée, Les Fougerêts, Guégon, Gueltas, Guillac, Josselin, Malestroit, Missiriac, Montertelot, Neulliac, Noyal-Pontivy, Peillac, Pleugriffet, Ploërmel, Pontivy, Val d'Oust, Val d'Oust, Rohan, Saint-Abraham, Saint-Aignan, Sainte-Brigitte, Saint-Congard, Saint-Gérand, Saint-Gonnery, Saint-Gravé, Saint-Laurent-sur-Oust, Saint-Marcel, Saint-Martin-sur-Oust, Saint-Servant, Saint-Vincent-sur-Oust, Sérent. |